# Port Allegany, Pennsylvania
Port Allegany là một thị trấn thuộc quận McKean, tiểu bang Pennsylvania, Hoa Kỳ. Năm 2010, dân số của thị trấn này là 2157 người.